# Stonyx lelia
Stonyx lelia är en tvåvingeart som beskrevs av Samuel Wendell Williston  1901. Stonyx lelia ingår i släktet Stonyx och familjen svävflugor. Inga underarter finns listade i Catalogue of Life.